# Lygodactylus verticillatus
Lygodactylus verticillatus (карликовий сцинк Мокарда) — вид геконоподібних ящірок родини геконових (Gekkonidae). Ендемік Мадагаскару.

## Поширення і екологія
Карликові сцинки Мокарда поширені на південному заході острова Мадагаскар, спостерігалися на острові Європа в Мозамбікській протоці. Вони живуть в сухих тропічних лісах, рідколіссях і чагарникових заростях. Відкладають яйця, розмножуються протягом всього року.